# 대외문화련락위원회
대외문화련락위원회(對外文化連絡委員會)는 조선민주주의인민공화국에서 타국의 비정부급 민간 외교활동을 전담하고 있는 기구이다. 1956년에 대외문화련락협회라는 명칭으로 설립되었다.1980년대에 현재의 명칭으로 변경되었으며, 노동당 국제부의 지도하에 여러 나라에서 친북단체들을 조직 및 주요 인사들을 포섭하는 등의 선전활동을 전개하고 있다.

## 같이 보기
- 조선민주주의인민공화국의 정치
- 조선민주주의인민공화국의 대외 관계
- 조선민주주의인민공화국의 문화
- 알레한드로 페레스
- 조선민주주의인민공화국 대외경제성